# Склад (будівля)

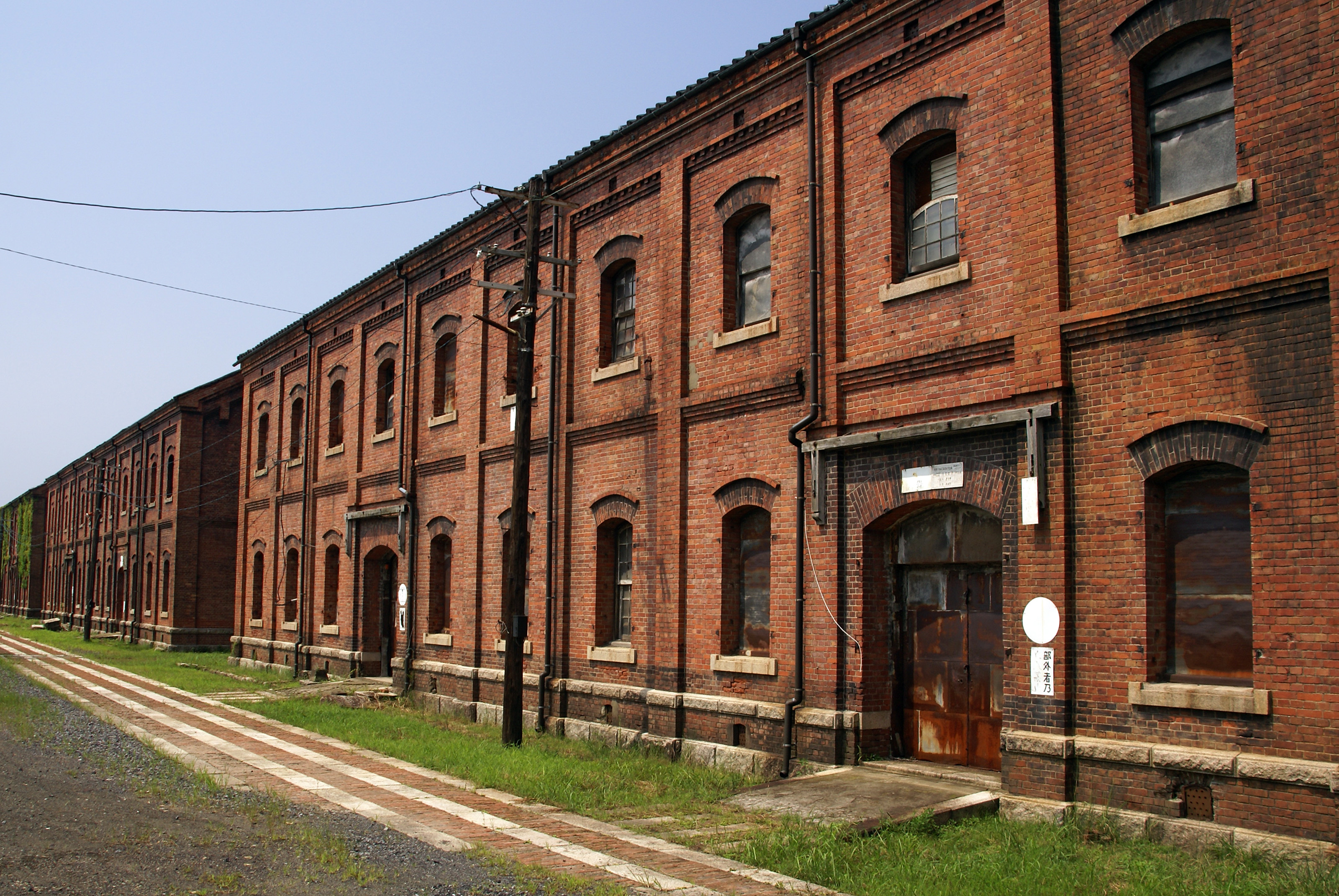
Складська будівля. Майцуру, префектура Кіото, Японія

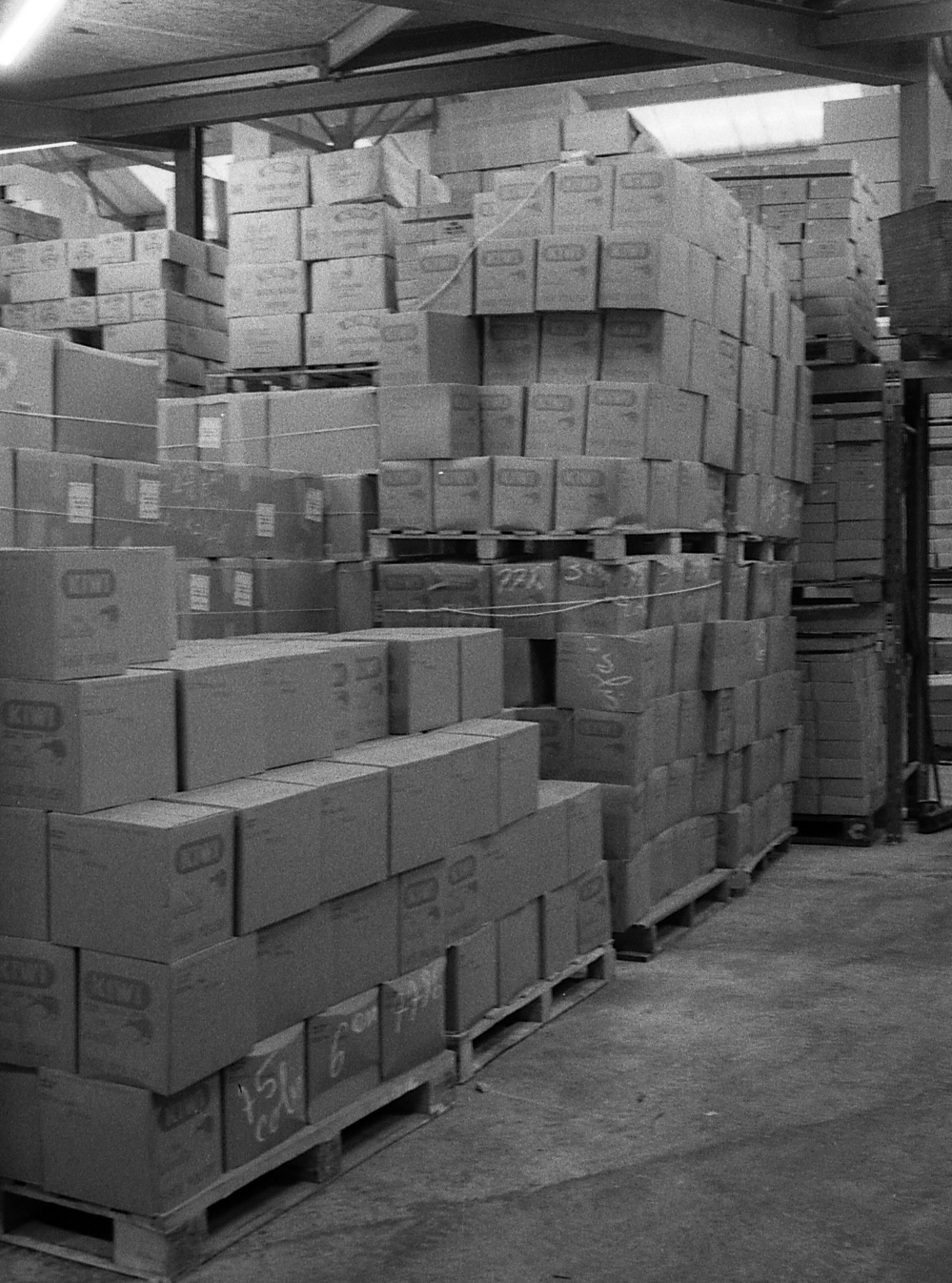
Складування

Склад, рідше комора — це обладнане місце, приміщення або споруда, інфраструктура, різноманітне обладнання та внутрішня транспортна система, яка застосовується для прийому, розміщення та зберігання матеріальних цінностей, підготовки їх до споживання та видачі споживачу.
Склади є ключовим елементом логістичної системи, у якій виконують функцію акумуляції резервів матеріальних ресурсів, необхідних для демпфування коливань обсягів постачань і попиту, а також синхронізації швидкостей потоків товарів у системах просування від виробників до споживачів або потоків матеріалів у технологічних виробничих системах.

## Класифікація складів
Існує безліч класифікацій складів. Основними є:
| Класифікація складів    | Класифікація складів       | Класифікація складів         | Класифікація складів | Класифікація складів |
| ----------------------- | -------------------------- | ---------------------------- | -------------------- | -------------------- |
| За характером операцій: | За ступенем автоматизації: | За формою власності:         | За видом матеріалів: |                      |
| Матеріальні             | Немеханізовані             | Індивідуального користування | Спеціалізовані       |                      |
| Виробничі               | Механізовані               | Загального користування      | Універсальні         |                      |
| Збутові                 | Автоматизовані             |                              |                      |                      |
|                         | Автоматичні                |                              |                      |                      |

Сучасна логістика говорить не просто про склади, як окремий елемент логістичної системи, а про системи розміщення запасів. Причина дуже проста: запаси зберігаються не тільки на традиційних складах, але й у транзиті. Дуже важливо те, що останнім часом з'явились склади «швидкого зберігання», точки перевантаження борт-до-борту, які теж є елементом складської структури.

## Функції складів
Склади виконують такі функції:
- вирівнювання / згладжування (обсягів, часових коливань тощо)
- перетворення (комплектація вантажів відповідно до запитів споживачів)
- зберігання / накопичення

## Різновиди складів
За призначенням розрізняють такі види складів:
- Виробничі — склади сировини, комплектуючі, матеріалів, цехові склади готових виробів, заводські склади готової продукції.
- Транзитно-перевалочні — склади при залізничних станціях, портах, річкових пристанях, аеропортах, автовантажних терміналах служать для короткочасного зберігання вантажів у період перевантаження їх з одного виду транспорту на іншій.
- Митні — склади для зберігання товарів в очікуванні митного оформлення. Також називають митно-ліцензійні склади.
- Дочасового завезення — склади в районах, доставка товарів у яких можлива лише в певні періоди року.
- Сезонного зберігання — склади для товарів сезонного характеру.
- Резервні — для зберігання запасів на випадок надзвичайних обставин.
- Гуртові розподільні — склади, що забезпечують торговельні мережі.
- Комерційні загального користування — склади, що обслуговують будь-яких власників товарів.
- Роздрібні — склади торгових підприємств.

За умовами зберігання розрізняють склади загального призначення, резервуари, сейфи для небезпечних речовин, спеціалізовані склади-сховища (овочесховища, фруктосховища, склад-холодильники з машинним охолоджуванням, льодовики для зберігання харчових продуктів і інші). На складах створюють необхідні умови для зберігання з урахуванням фізико-хімічних властивостей товарів. У ряді випадків на складах є потужності з сортування, розфасовування, упаковування, тестування і інших операцій.

## Відповідальність
Складське господарство у дуже багатьох компаніях, будучи логістичним елементом, зберігає різноманітну підпорядкованість: відділам продажу, виробництву, технічній службі тощо. Головне завдання для логістів, наскільки це доцільно, з точки зору керованості й економічного сенсу, підпорядкувати склади під своїм керівництвом всю складську структуру компанії. Але, ще важливіше, щоб усі склади, навіть, якщо вони зберегли свою підпорядкованість іншим підрозділам, були поєднаними в єдиний ланцюг поставок (постачання) матеріалів та готової продукції.

## ІТ на складі
Збільшення асортименту та вантажопотоків на складах вимагають вдосконалення бізнес-процесів. Які, у свою чергу, неможливі без сучасних інформаційних технологій. Все більшого застосування набувають штрих-кодування, RFID маркування. Автоматизуються також і самі процеси. Досягненням сучасних інформаційних технологій є запровадження автоматизованих систем керування складами (СКС), які більше відомі, як системи WMS.

## Інженерні рішення

Типовий генплан середнього підприємства

ГенплануванняЯк на промислову споруду, на склади поширюються вимоги щодо проектування промислових об'єктів. Серед них — забезпечення найменшого шляху руху сировини, матеріалів, напівфабрикатів по території підприємства, що гарантує найменші витрати на внутрішнє транспортування.
Інженерні мережі
Пожежна і вибухобезпека
Зазвичай, склади відносяться до пожежонебезпечних, і, у ряді випадків, ще й до вибухонебезпечних приміщень.
Підлоги
Освітлення

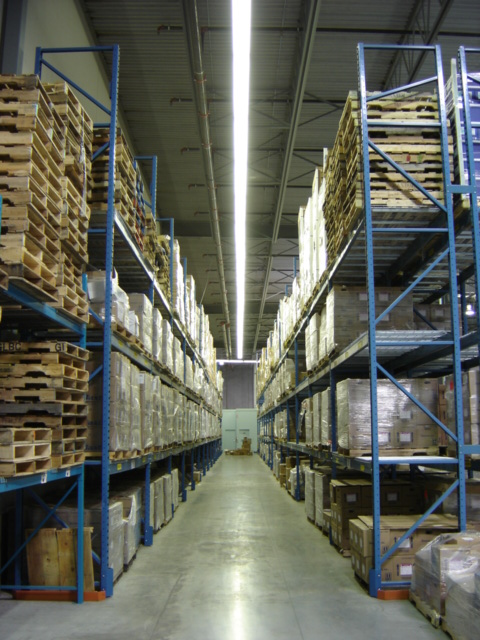
Стелажі з палетами

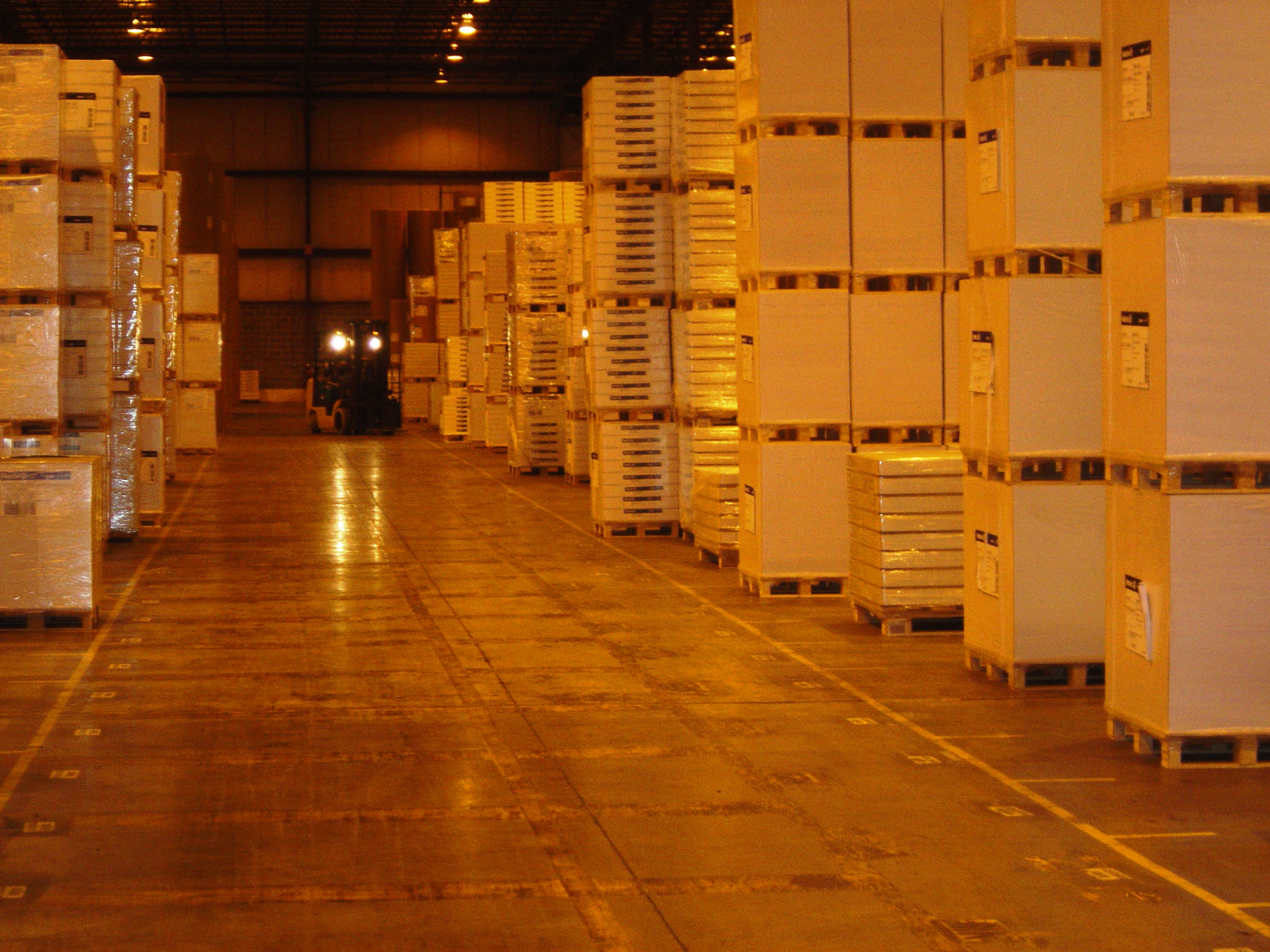
Складські підлоги та підходи

Особливістю виконання освітлення складів є використання електроапаратури відповідно до ДБН, пожежних норм тощо. При цьому освітлення виконується у міжряддях (приклад див. на верхньому зображенні). Регламентоване використання світильників із певним ступенем захисту згідно стандарту IP.
Склад бункерний — склад, у якому матеріал, наприклад, добута корисна копалина та ін. продукція накопичується і зберігається в бункерах.
Склад усереднювальний (накопичувальний) — штабельний склад корисної копалини, призначений для усереднення її характеристик і згладжування коливань в обсягах видобутку.

## Склади в каналах просування товарів
У підприємствах-учасниках товаропровідних систем склади є основними функціональними підрозділами. Системи просування товарів між виробниками та споживачами підрозділяють на прямі (виробник — дилер і крупні споживачі), ешелоновані (виробник — дистриб'ютор дилери і крупні споживачі) і гнучкі (ешелоновані з можливістю прямих постачань від виробників дилерам і крупним споживачам в особливих випадках).
Ешелоновані товаропровідні системи включають три рівні складів:
- Центральні або зональні склади виробників, що обслуговують регіональні склади своєї системи просування товарів у географічних або адміністративних регіонах.
- Регіональні склади, які обслуговують своїх дилерів в одному регіоні.
- Дилерські, що обслуговують дрібно-гуртових і (або) роздрібних споживачів у районах споживання товарів.

Зональні й регіональні склади називають дистриб'юторськими (розподільними), оскільки вони реалізують товар гуртом не кінцевим споживачам, а відповідним складам — ланкам товаропровідних систем.
Дилерські (торгові) склади реалізують товари роздрібним споживачам безпосередньо і через своїх торгових агентів, що містять крамниці або інші пункти збуту. Дилерські склади теж виконують розподільні функції, але дрібногуртовими партіями.
В Україні, центральними або зональними складами вважають склади готової продукції заводів-виробників та гуртових компаній-імпортерів, регіональними — склади гуртових підприємств, які обслуговують одну або декілька областей, дилерськими — склади вхідних у збутову мережу дрібногуртових фірм, які обслуговують споживачів в одному або декількох районах споживання.
Завдання дистриб'юторських складів — організація ефективної діяльності по забезпеченню товаропровідної мережі, критерії ефективності — задоволення замовлень по номенклатурі на 90—95 % (для складів офіційних дистриб'юторів), термінові відвантаження протягом доби за межі області, протягом на пів доби в межах області. Не термінові відвантаження — не більше двох днів.